# Liz Smith
Betty Gleadle, mais conhecida como Liz Smith (Scunthorpe, 11 de dezembro de 1921 – Worthing, 24 de dezembro de 2016) foi uma atriz inglesa.
Liz ficou conhecida pela série de TV britânica The Royle Family (1998-2012). Participou de Charlie and the Chocolate Factory (2005) (2005) e em 2009 foi nomeada membro da Ordem do Império Britânico. Desde então, participou apenas de séries como The Tunnel e The Antiques Rogue Show.
Liz faleceu na véspera do natal de 2016 aos 95 anos, em Worthing.